# Jakob Gabriel Rothman
Jakob Gabriel Rothman, född 1721 i Växjö, död 27 juni 1772 i Stockholm, var en svensk publicist och ämbetsman.

## Biografi
Jakob Gabriel Rothman var son till Johan Stensson Rothman i hans första äktenskap. Rothman skrevs in vid Växjö skola 16 november 1732, vid Växjö gymnasium 1736 Han skrevs in vid Uppsala Universitet 22 augusti 1741 och började studera medicin vid Uppsala universitet och blev utan examen prosektor där 6 juni 1747–1755. Han vistades utomlands 1747–1762 för studier till en början men då han inte återkom till Sverige fick han ingen lön som prosektor efter några år. Han företog under dessa år utrikes resor bland annat till och Paris 1751 och vistades i huvudsak i London, men återvände på 1762 till Stockholm.  
Rothmans tillvaro i London är svår att finna källor för. I en del brev från olika svenskar uppges att han sökt tjänst som fältskär på en ostindiefarare och  möjligen varit delägare i ett apotek. Han försörjde sig på en medicinsk praktik med inriktning på veneriska sjukdomar. Han sålde så kallad undermedicin. 1758 skrev Rothman en inlaga till Kommerskollegium och ville ha ett privilegium för att tillverka olja av bokollon.  I London gifte han sig 1758 med Martha Taylor, som han senare övergav. Hans ekonomi förbättrades genom giftermålet. Han gjorde översättningar av officiella handlingar och troligen översatte han också pamfletter. Hans översättning (som tillskrivits honom) av Handlingar om grundlagarnas verkställighet- Översättaren lovordar ständernas inskränkande av kungamakten och menar att den var ett föredöme Europa.  Avgörande för hans fortsatta verksamhet som skribent var att han fick goda kunskaper om engelsk litteratur och den politiska debatten i England. 
Åter i Sverige blev han verksam som politisk pamflettförfattare för mösspartiet. Efter mössornas seger blev Rothman föreståndare för det till tullverket hörande handelsbalanskontoret med uppgift att utarbeta statistik över in- och utförsel och att analysera denna. Den 15 september 1766 blev han e.o. vid stora sjötullskontoret och den 27 februari 1767 blev han föreståndare för Handelsbalanskontoret i Generaltulldirektoratet. En kort tid efter tillträdet riktades misstankar mot Rothman för att han inte skötte sitt uppdrag och 1769, dokumenterade en kammarskrivare halvfärdiga koncept, och åtgärder mot Rothman vidtogs. Rothman försvann utomlands. Rothman uppehöll sig troligen med ekonomiskt understöd i Danmark. Han återkom till Sverige 1770 men då var hans roll som politisk skribent slut och mössorna använde Daniel Helsingius som sådan. Då han återvände 1770 blev han politisk medarbetare i Dagligt Allehanda men avled två år senare.

## Politisk skribent
Rothman var en partiskribent men hans framgång som sådan var tillfällig och han hade ingen bredd i sitt politiska författaraskap. Detta var avgörande för att Rothman senare inte användes i de politiska striderna  mellan mössorna och hattar. 1765 utgav Rothman det bisarra fragmentet av en oavslutad roman Thor Frimans underliga lefnad och sällsamma tänkesätt, fyllt av filosofiska reflexioner och satiriska anspelningar på svenska politiska förhållanden. Verket fick ingen betydelse för den svenska romanens utveckling. 
Det var som skriftställare i Mösspartiets anda, han skaffade sig ett anseende. Han gav i snabb följd 1766 ut Frihetens intåg, ode, vid  tryckfrihetens införande 1766. Rikets fördärf och undergång kom ut 1766 och Samtal angående vexelbristen 1768. Mest känd blev hans 1768 i 32 nummer utgivna periodiska skrift Philolalus parrhesiastes eller den pratsjuke fritalaren. Denna partiskrift var avsedd att bearbeta opinionen till den stundande riksdagen med en rad kåserier och reflektioner med en skarp kritik mot hattarnas grundsatser för rikets styrelse.
Mösspartiets åsikt var att frihet skapade flit, och flit och frihet skapade konkurrens, och därmed bättre tillgång på prisbilliga varor. Detta ledde till ökad konsumtion och välstånd med en större befolkning. Rothman delade Anders Chydenius synsätt.  Orsaken till de dåliga tiderna var privilegiesystemet och försöken att styra näringarna innebar att människors vilja att arbeta förkvävdes.
Sin mest betydande insats gjorde Rothman som politisk författare. Hans polemiska huvudskrift, Philolalus Parrhesiastes eller den pratsjuke fritalaren, var mössornas viktigaste pressorgan under 1768. Dess innehåll skildrade hattpartiets dumheter och förbrytelser, och den ger ett färgrikt och temperamentsfullt uttryck för de yngre mössornas politiska och kulturella inställning, men utmärker sig för sitt hatfulla, insinuanta och ofta smaklösa framställningssätt och försöker skandalisera sina motståndare i den politiska striden. Den gav upphov till en rad motskrifter. Rothman var väl påläst i samtida litteratur och roade genom sin livfulla stil, ofta dråpliga komik och groteska infall, men hans ovederhäftiga insinuationer och böjelse för det skandalösa berättelser drog ner det positiva intrycket.